# ゆだ高原駅
ゆだ高原駅（ゆだこうげんえき）は、岩手県和賀郡西和賀町白木野（しろきの）にある、東日本旅客鉄道（JR東日本）北上線の駅である。
北上駅から当駅までは盛岡支社の管轄であり、西隣の黒沢駅から横手駅の間は秋田支社の管轄である。

## 歴史
- 1948年（昭和23年）12月25日：国鉄横黒線岩手湯田駅として和賀郡湯田村に開業[1]。
- 1970年（昭和45年）
  - 1月1日：貨物の取り扱いを廃止[3]。
  - 8月1日：荷物扱いを廃止[3]。無人化。
- 1987年（昭和62年）4月1日：国鉄分割民営化により、東日本旅客鉄道の駅となる[1]。
- 1990年（平成2年）2月：公民館兼用駅舎が完成[4]。
- 1991年（平成3年）6月20日：ゆだ高原駅に改称[1]。
- 1995年（平成7年）11月下旬：駅舎外壁に地元の越中畑小学校（現在は廃校）の生徒がベニヤに描いた絵を貼り付ける[5]。
- 2024年（令和6年）
  - 9月2日 - 11月：駅舎の減築工事を実施[6]。公民館部分が解体される[6]。
  - 10月1日：えきねっとQチケのサービスを開始[2][7]。

## 駅構造
単式ホーム1面1線を有する地上駅で、北上駅管理の無人駅である。かつては左側が駅の入口であり、待合室は公民館をかねて、図書も借りられるようになっていたが、2024年に建物の公民館部分が減築されたことにより、待合室のみの駅舎となった。なお、駅舎の壁は絵画で装飾されていた。

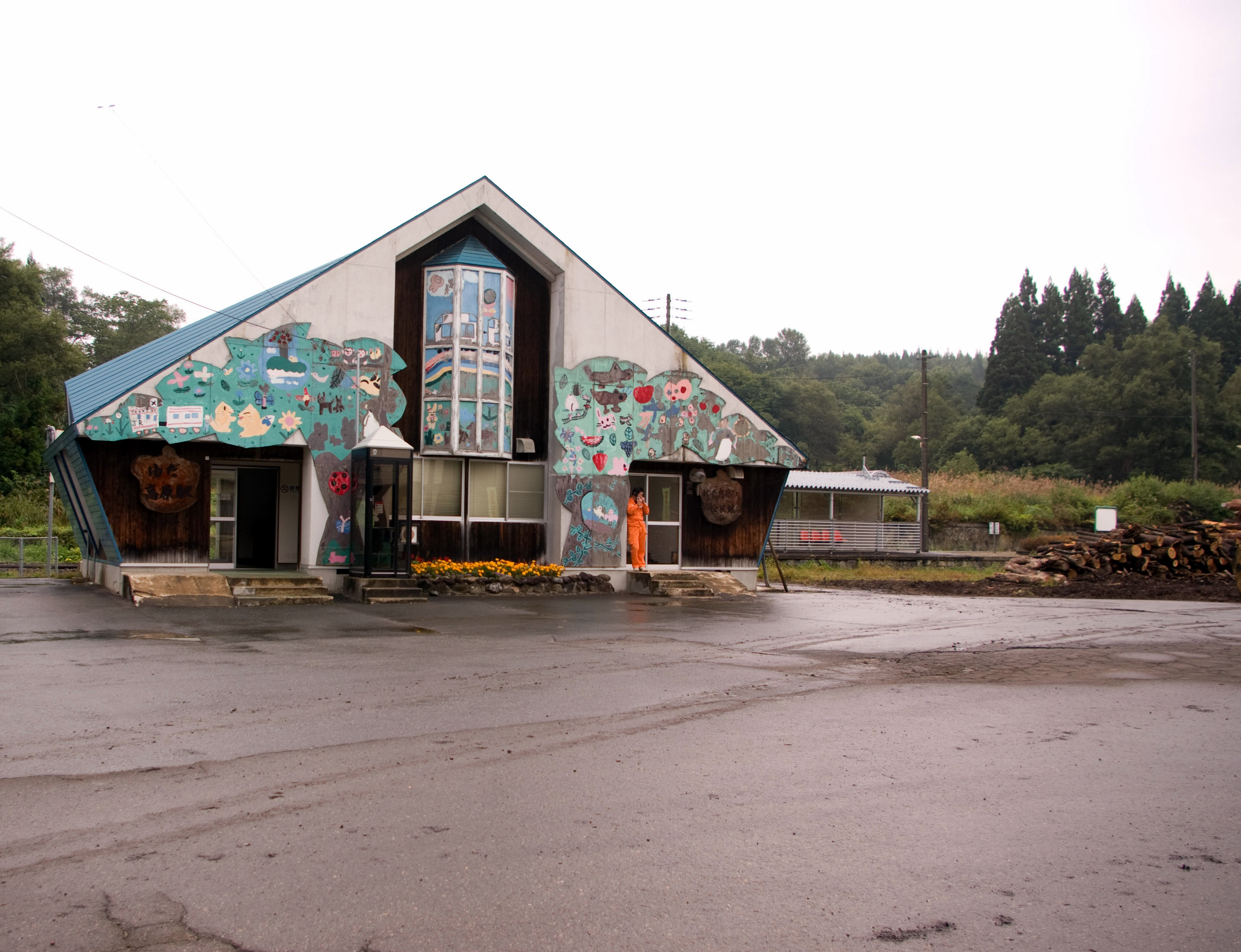
絵画で装飾されていた駅舎（2009年9月）
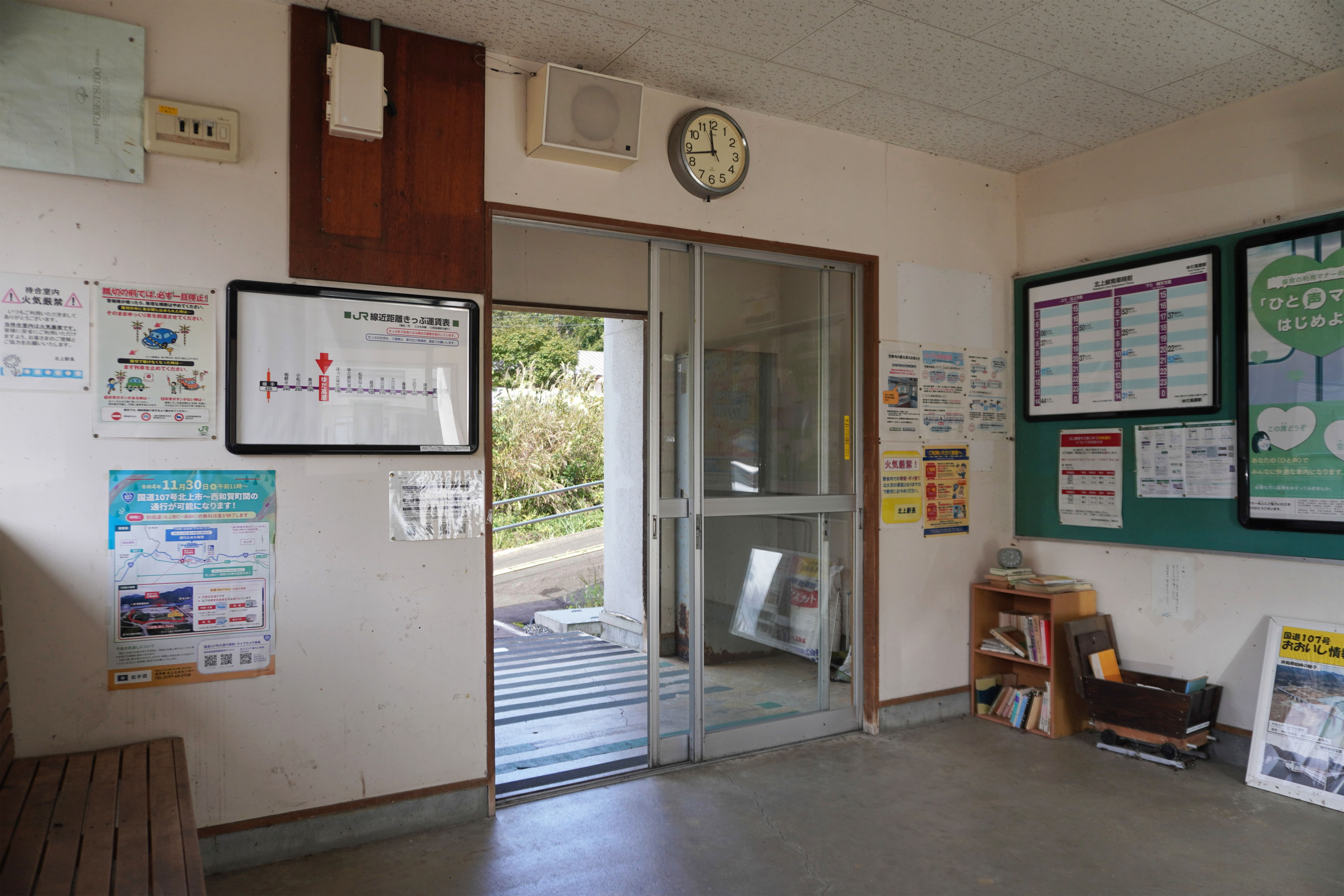
駅舎内（2023年10月）
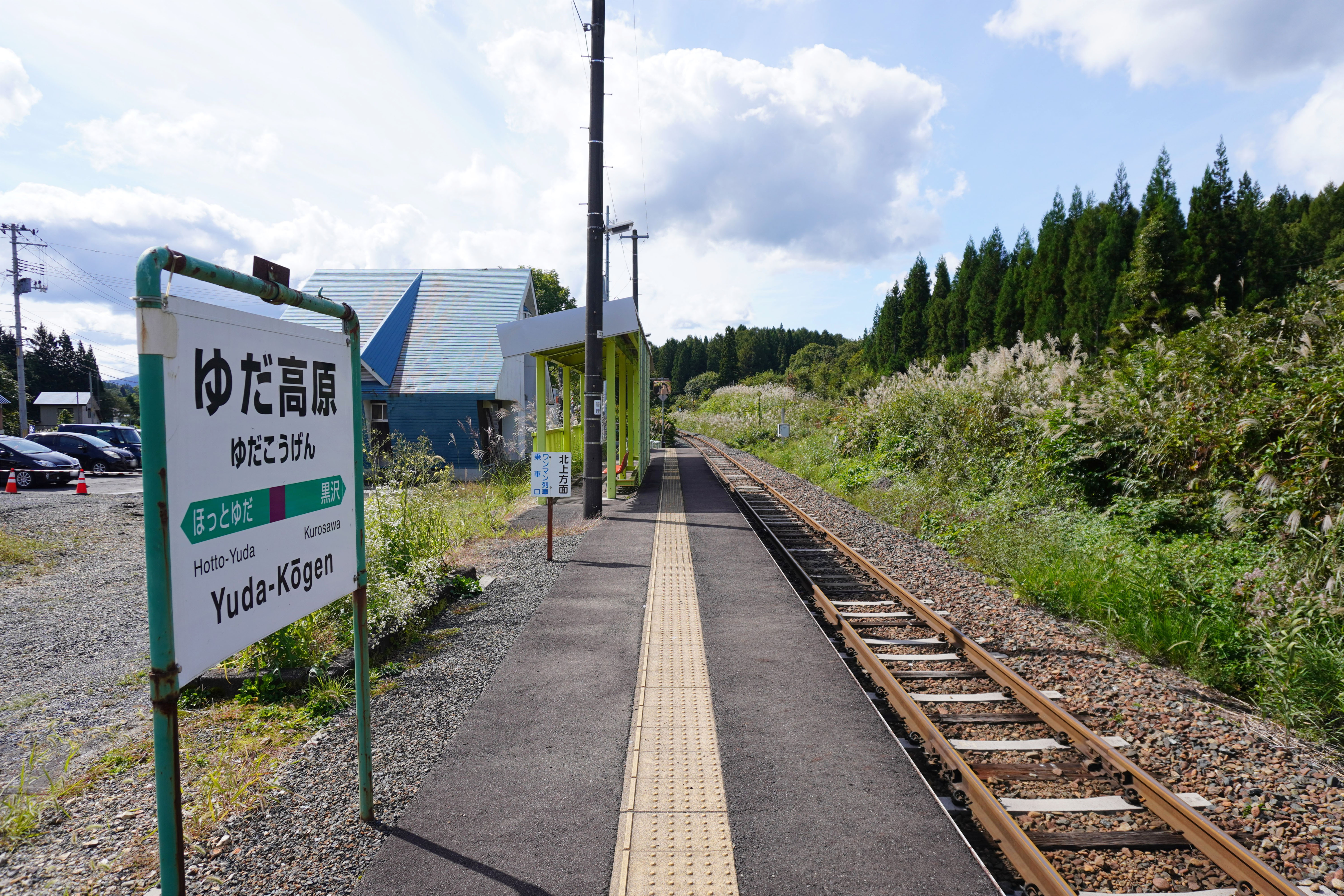
ホーム（2023年10月）

## 駅周辺
- 秋田自動車道 湯田インターチェンジ
- 巣郷温泉
- 国道107号
- ゆだ高原簡易郵便局
- 中山牧場

## 隣の駅
東日本旅客鉄道（JR東日本）
■北上線
□快速・■普通
ほっとゆだ駅 - ゆだ高原駅 - 黒沢駅